# Кетен (город в Германии)
Кетен (нем. Käthen) — община в Германии, в земле Саксония-Анхальт.
Входит в состав района Штендаль. Подчиняется управлению Бисмарк/Кледен. Население составляет 143 человека (на 31 декабря 2006 года). Занимает площадь 8,03 км².